# 陳翊佳
陳 翊佳（ちん いくか、ウェード式：Cheng Yi-Chia、仮名転写：チェン イージャ）は、台湾のソフトテニス選手

## 来歴
斗六國中-斗六高中-国立台湾体育運動大学。ポジションは前衛。2011世界選手権が初代表。

## 四大国際大会戦績
- 2011世界ソフトテニス選手権　国別対抗団体戦銅メダル　ダブルスベスト16
- 2012アジアソフトテニス選手権　国別対抗団体銅メダル ダブルス銅メダル
- 2013東アジア競技大会　ダブルス銅メダル　　国別対抗団体戦銅メダル
- 2014アジア競技大会　ダブルス銅メダル　　国別対抗団体戦銅メダル
- 2015世界ソフトテニス選手権　　ダブルス銅メダル　　国別対抗団体戦銅メダル